# シプカ峠

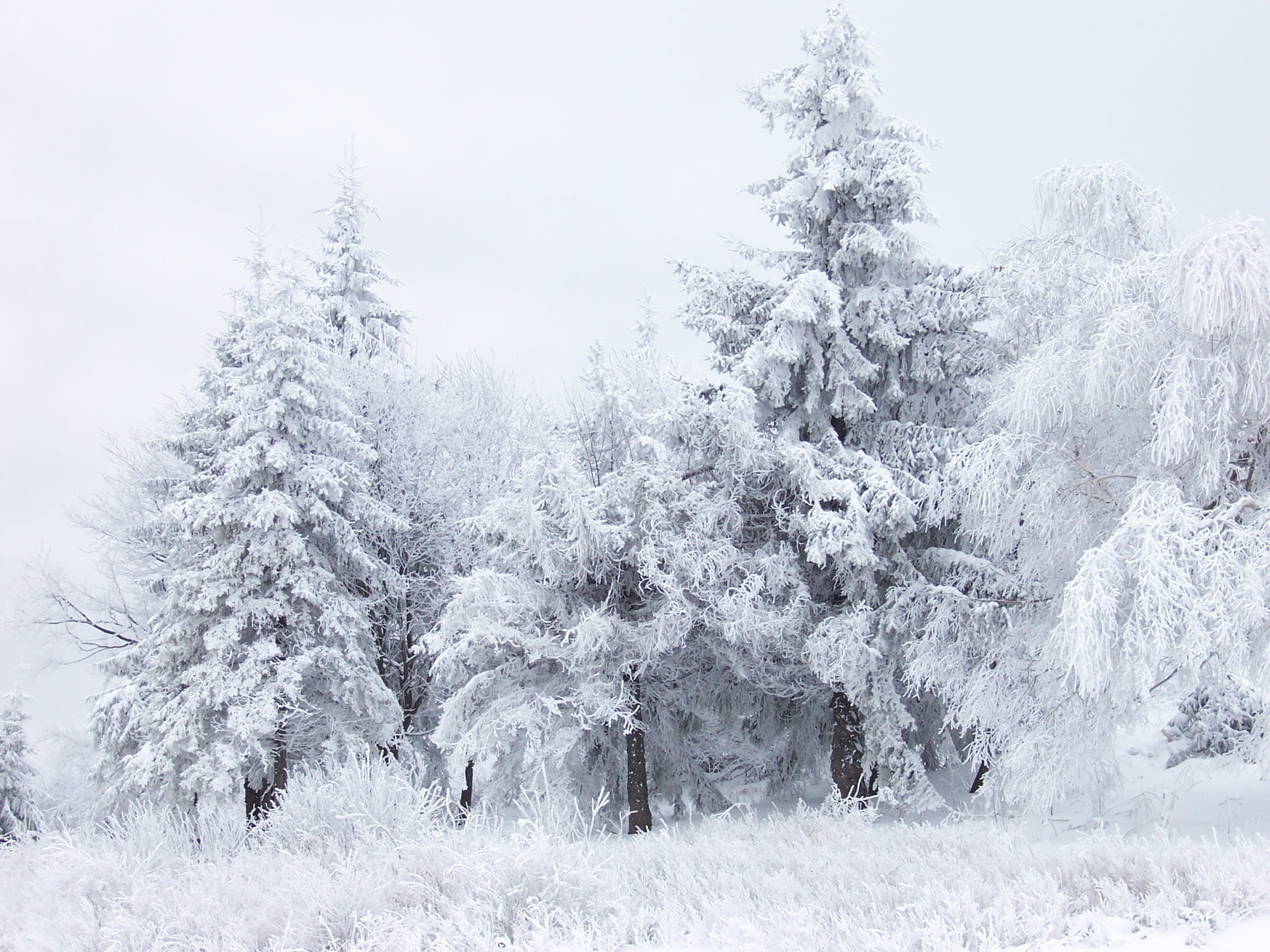
シプカ峠の冬景色

シプカ峠（シプカとうげ、ブルガリア語: Шипченски проход, シプチェンスキ プロホッド, Shipchenski prohod）は、ブルガリアのバルカン山脈（スターラ山脈）を越える景色の良い峠である。その峠は、ドナウ川に面するルーセからスタラ・ザゴラへ、さらにトルコのエディルネへと至る道の途中にある。峠の最高地点は、1,150 m (3,820 ft) ある。
1877年から1878年までの露土戦争において、シプカ峠は、まとめてシプカ峠の戦いと命名された一連の戦いの舞台であった。

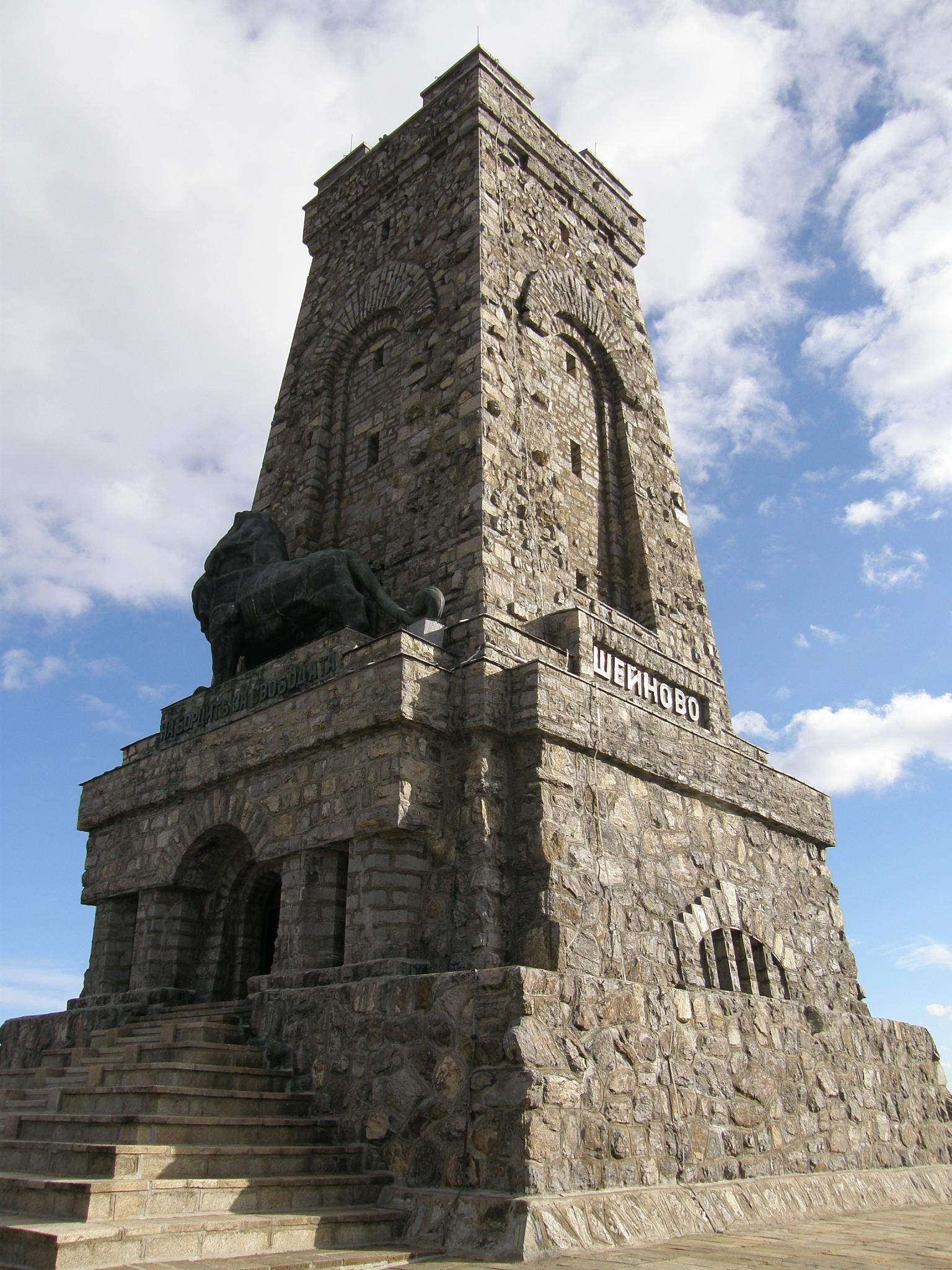
記念碑
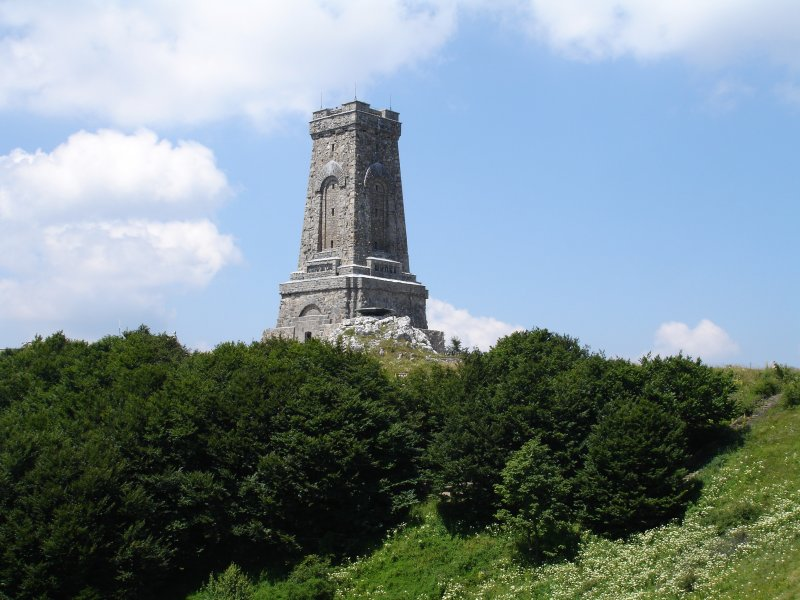
記念碑（遠景）
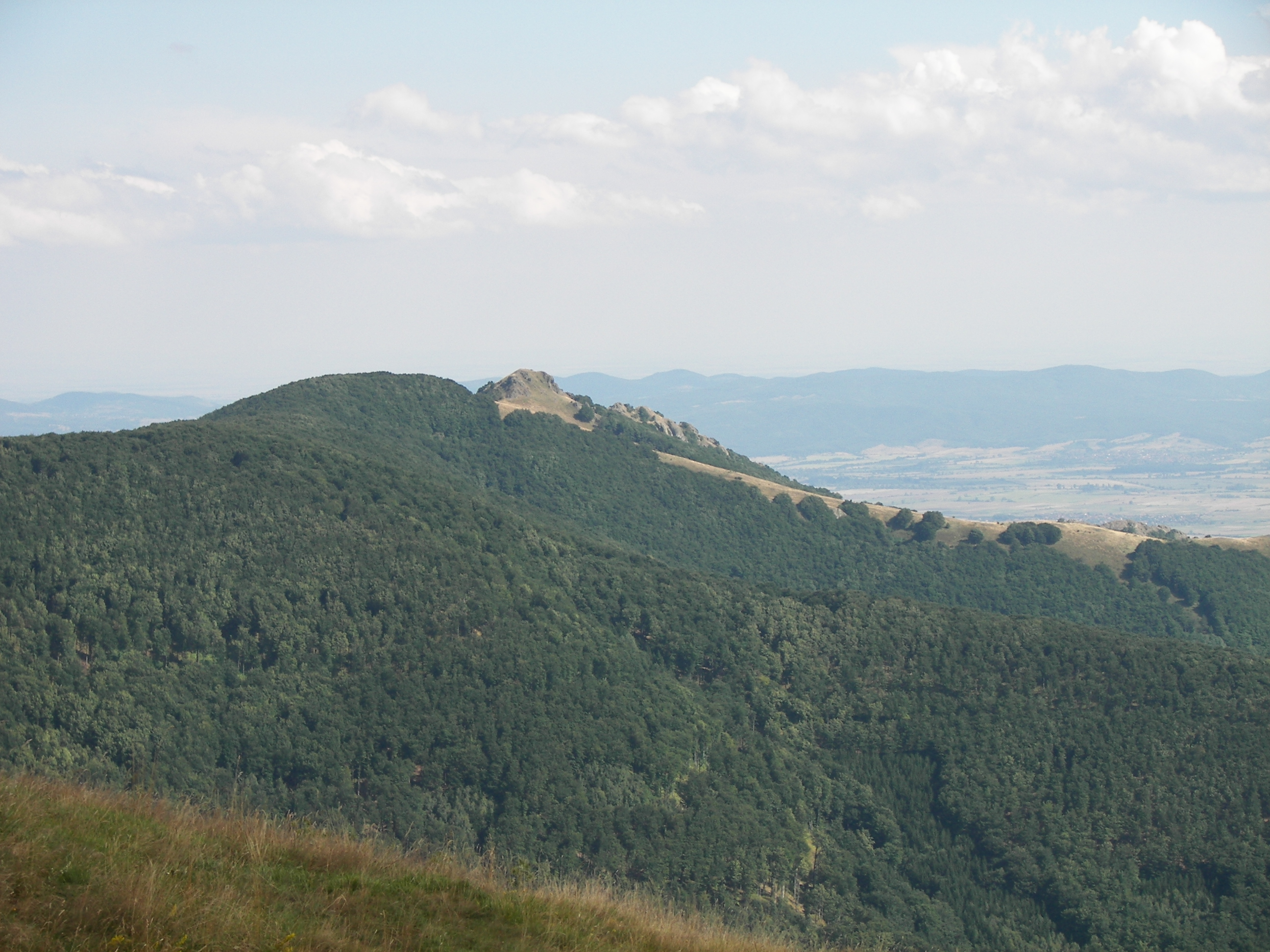
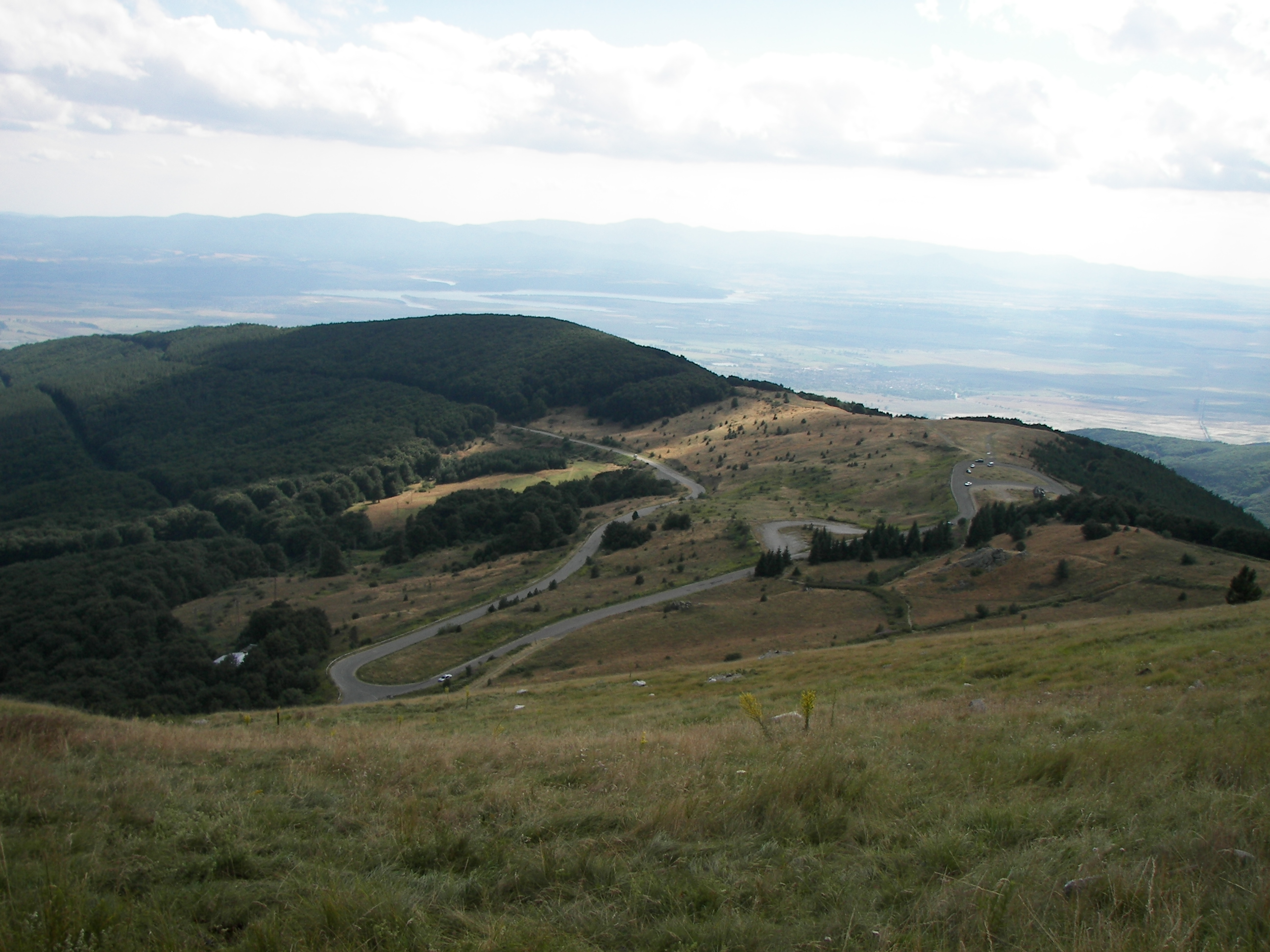
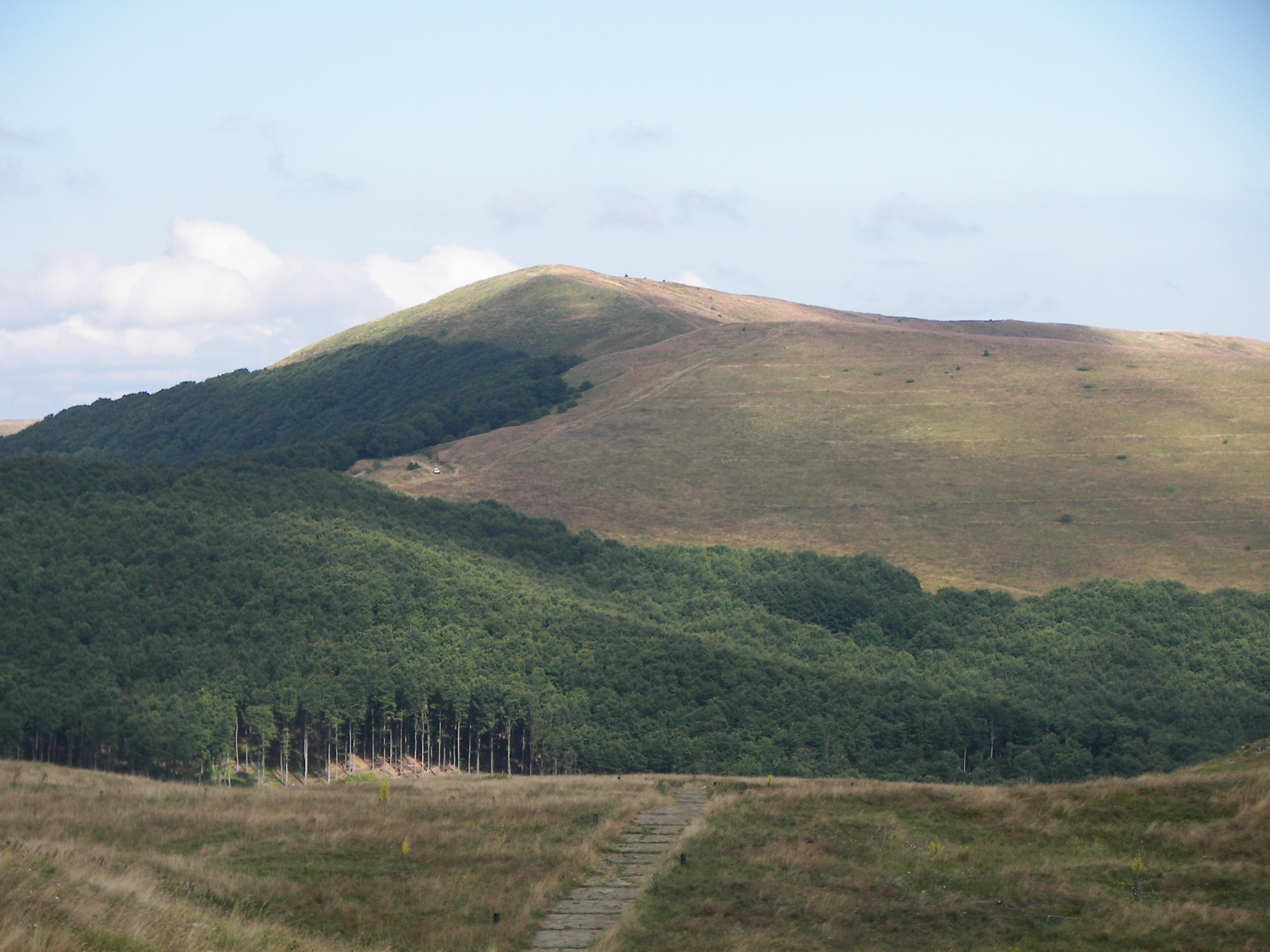
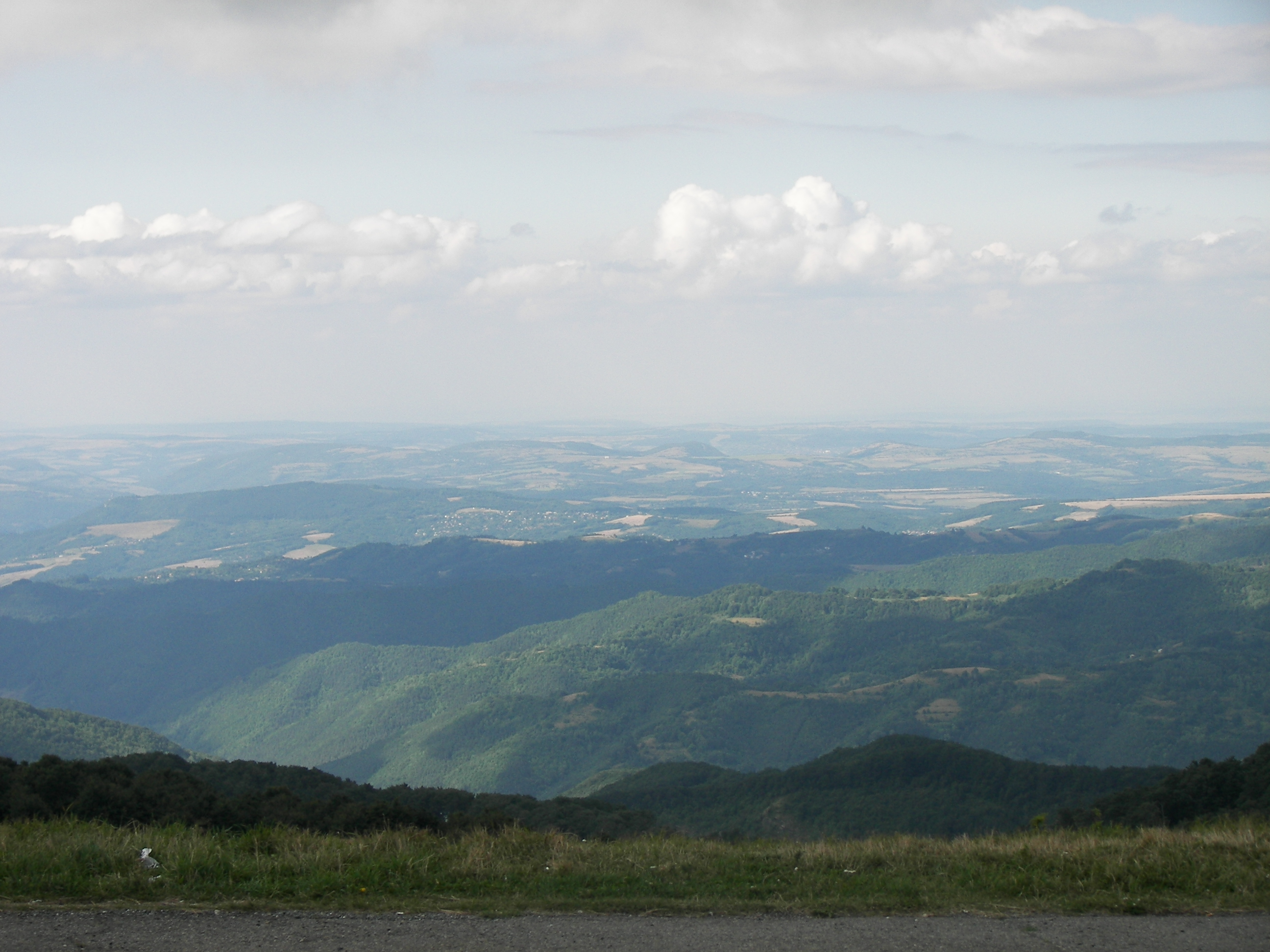
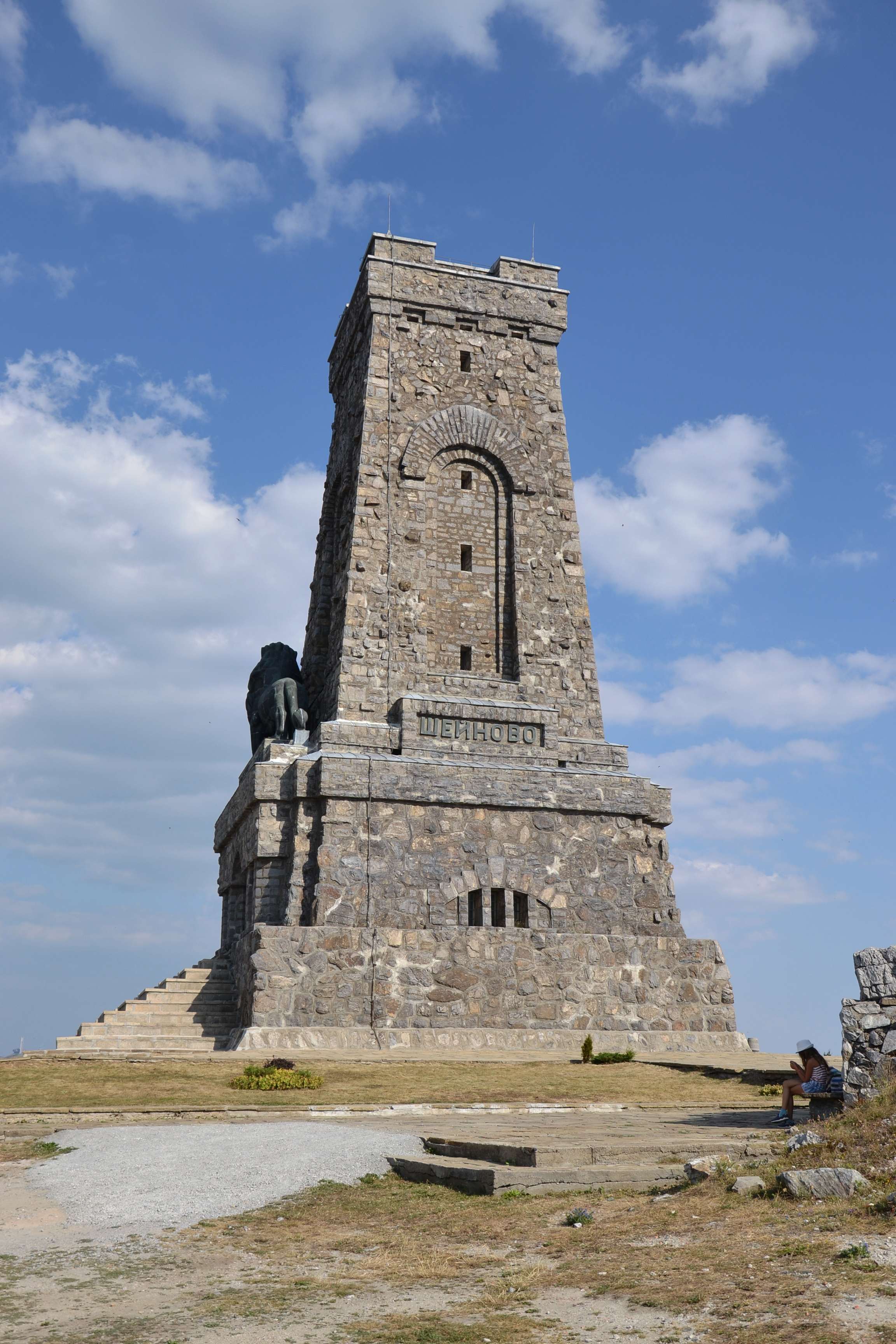
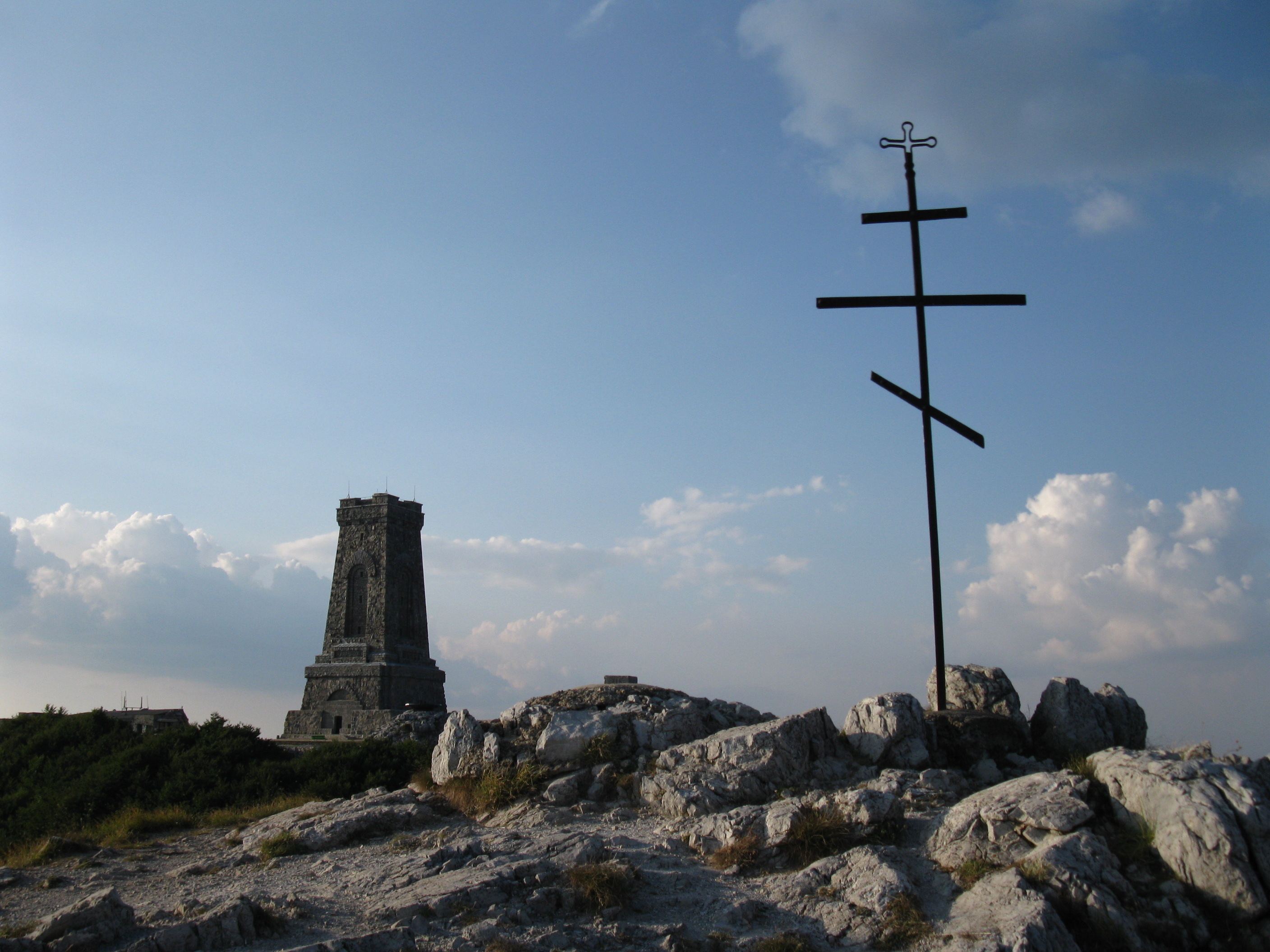
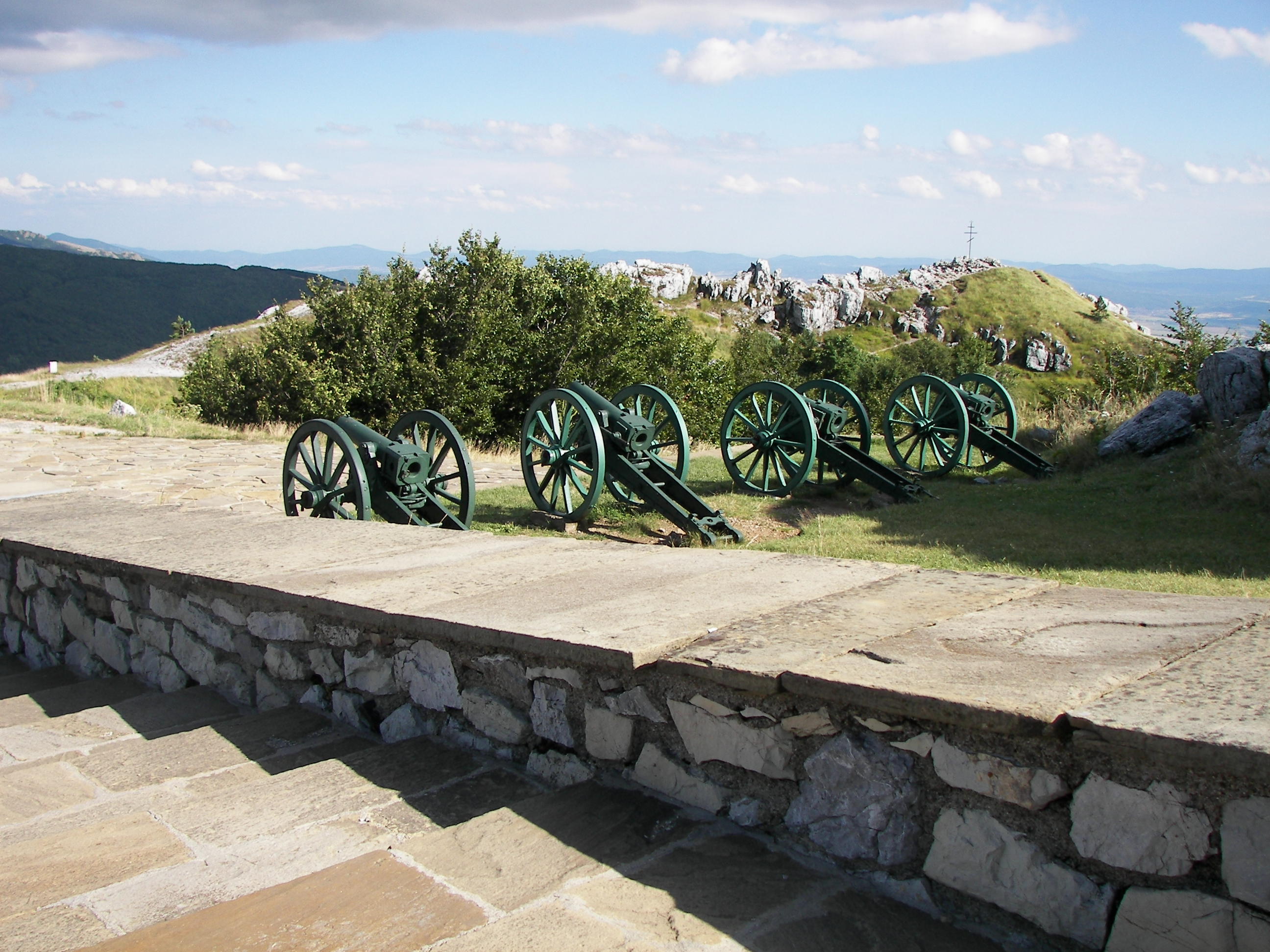
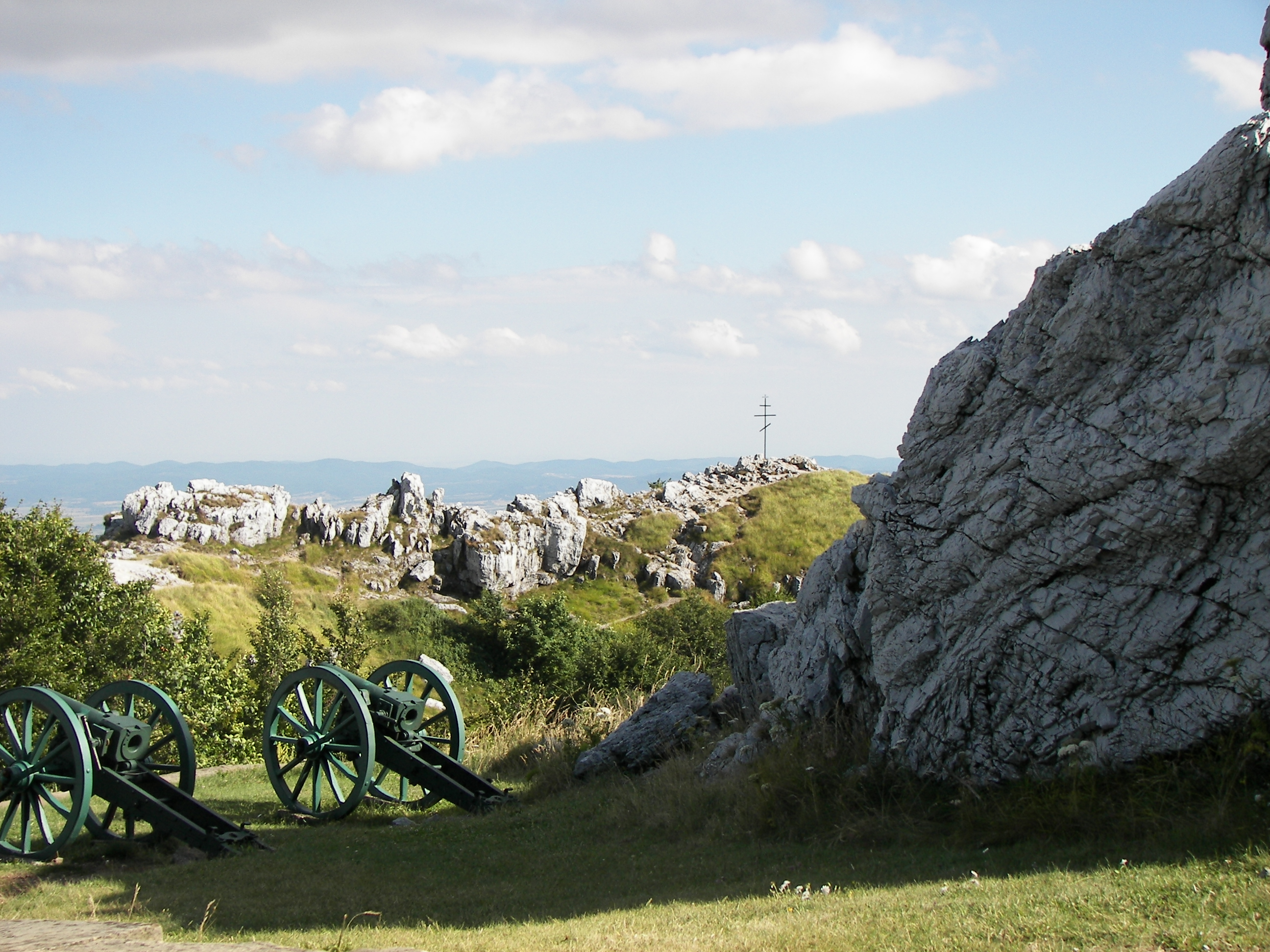
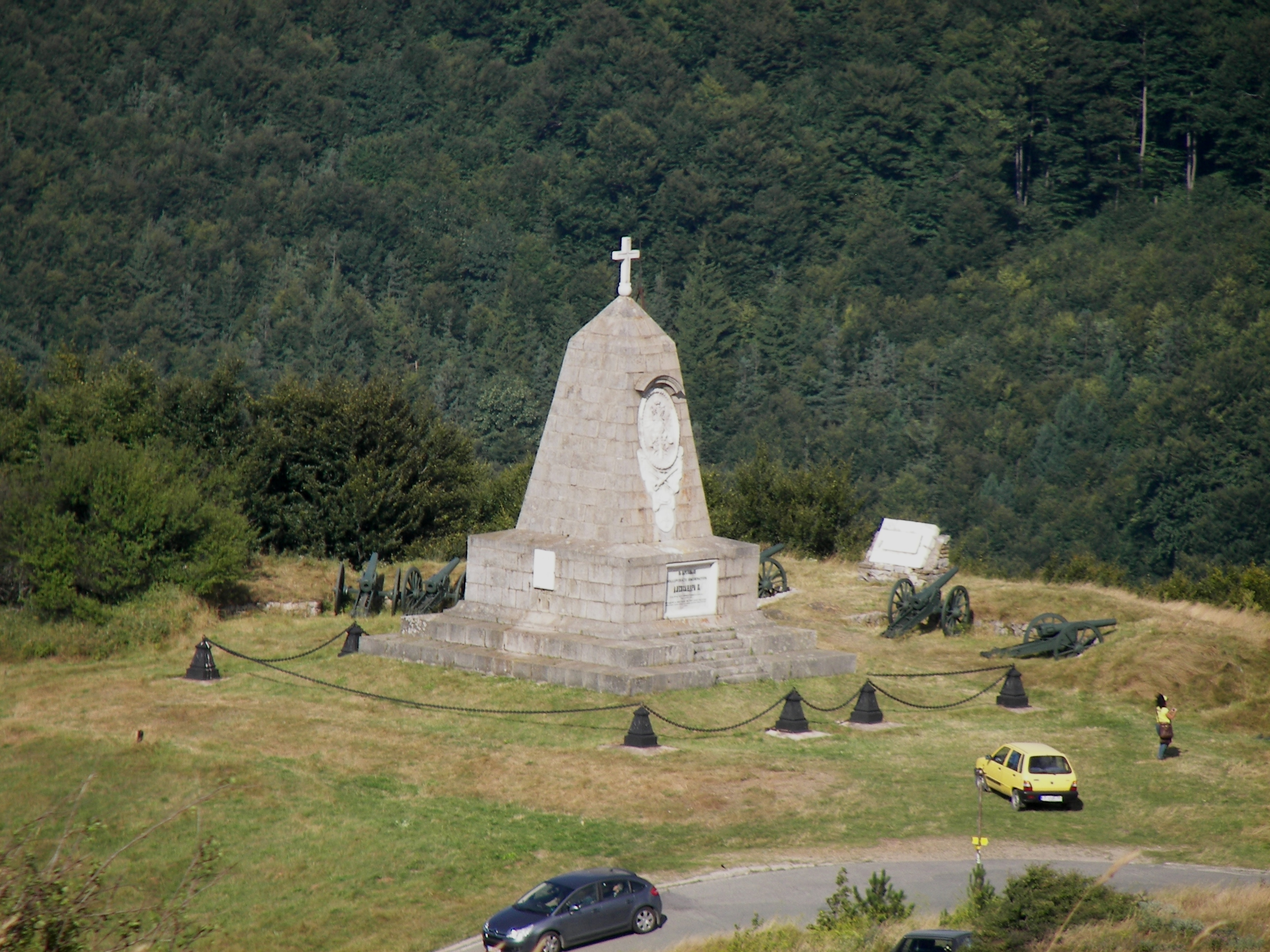
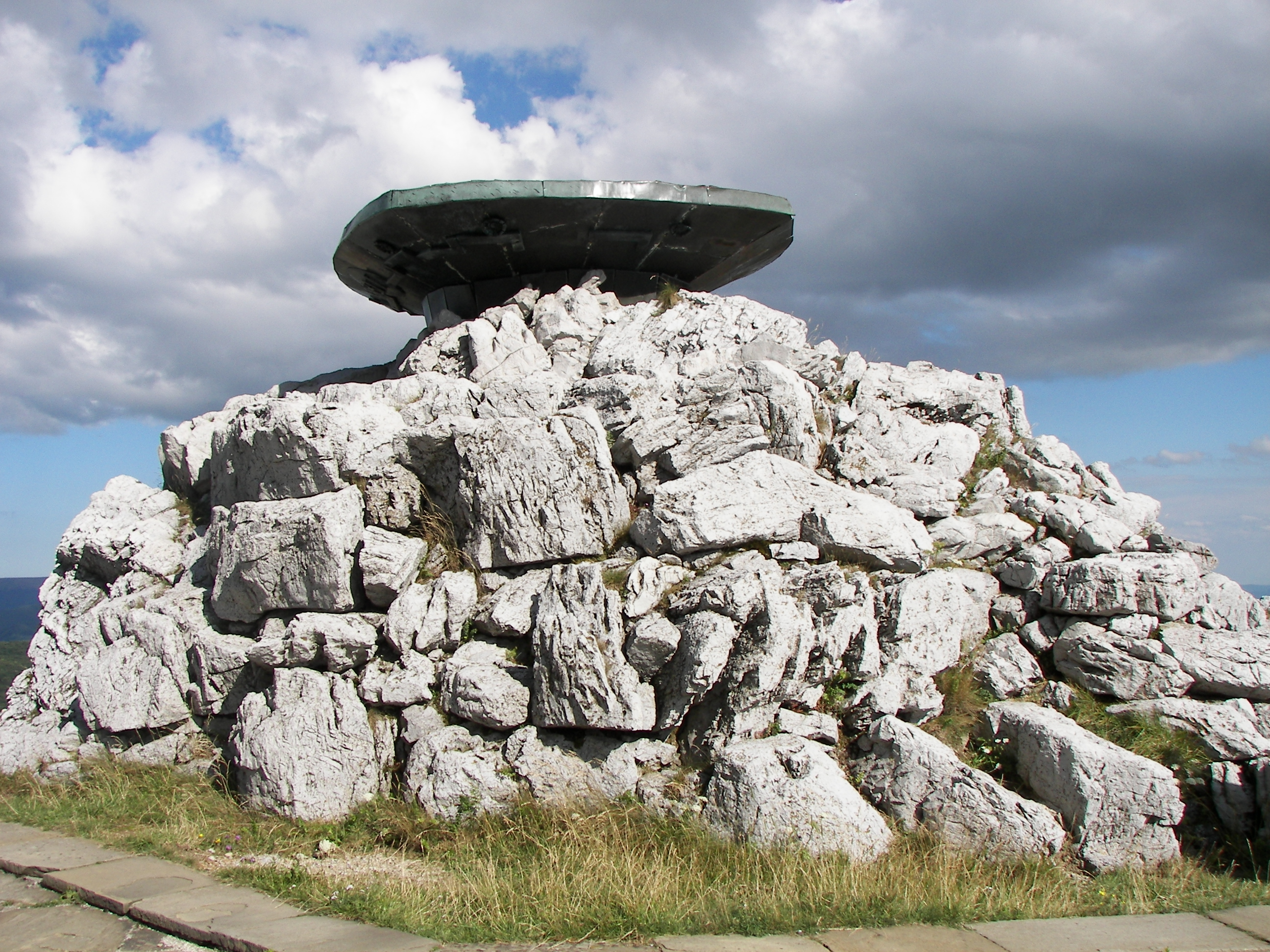
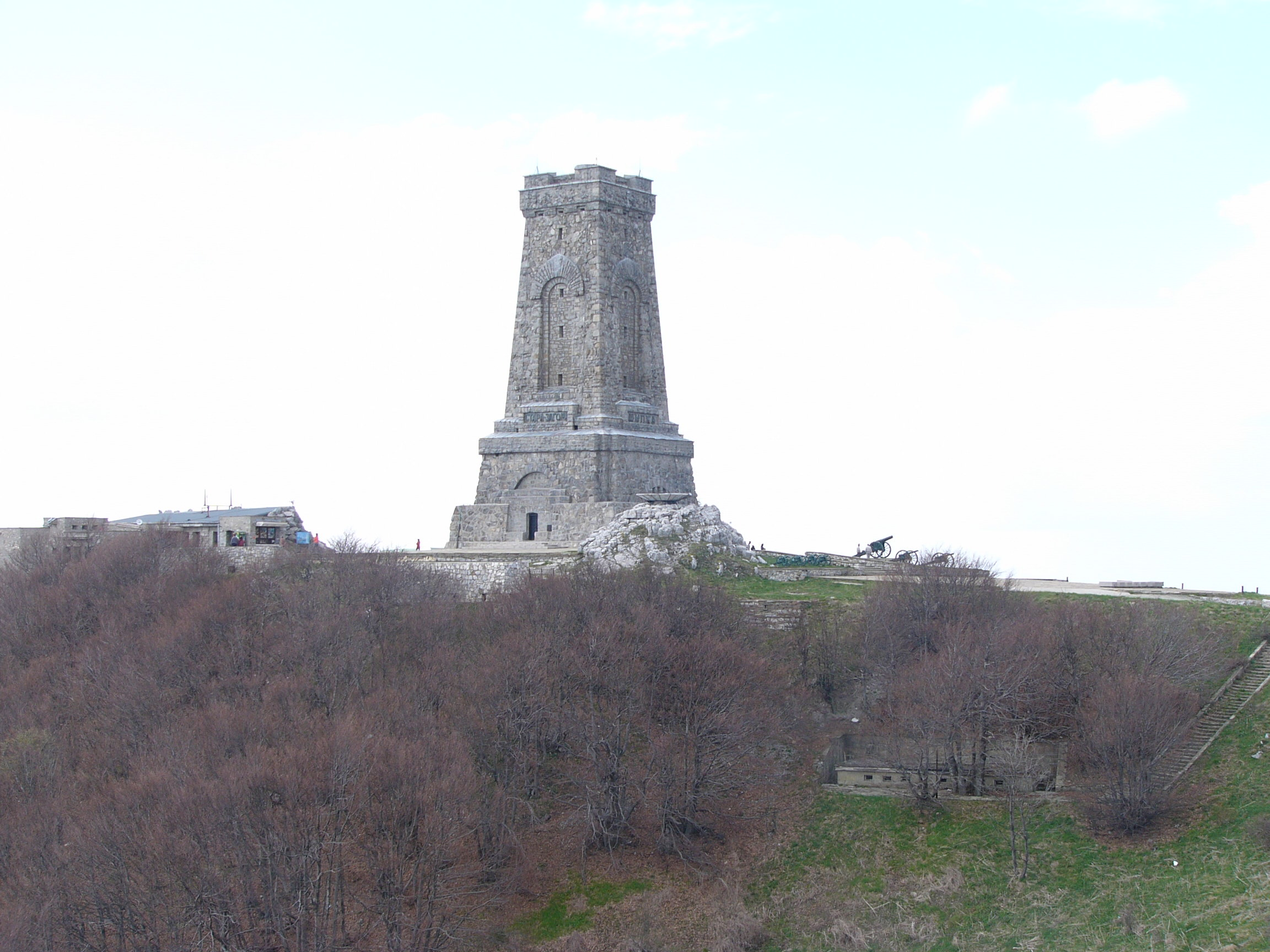
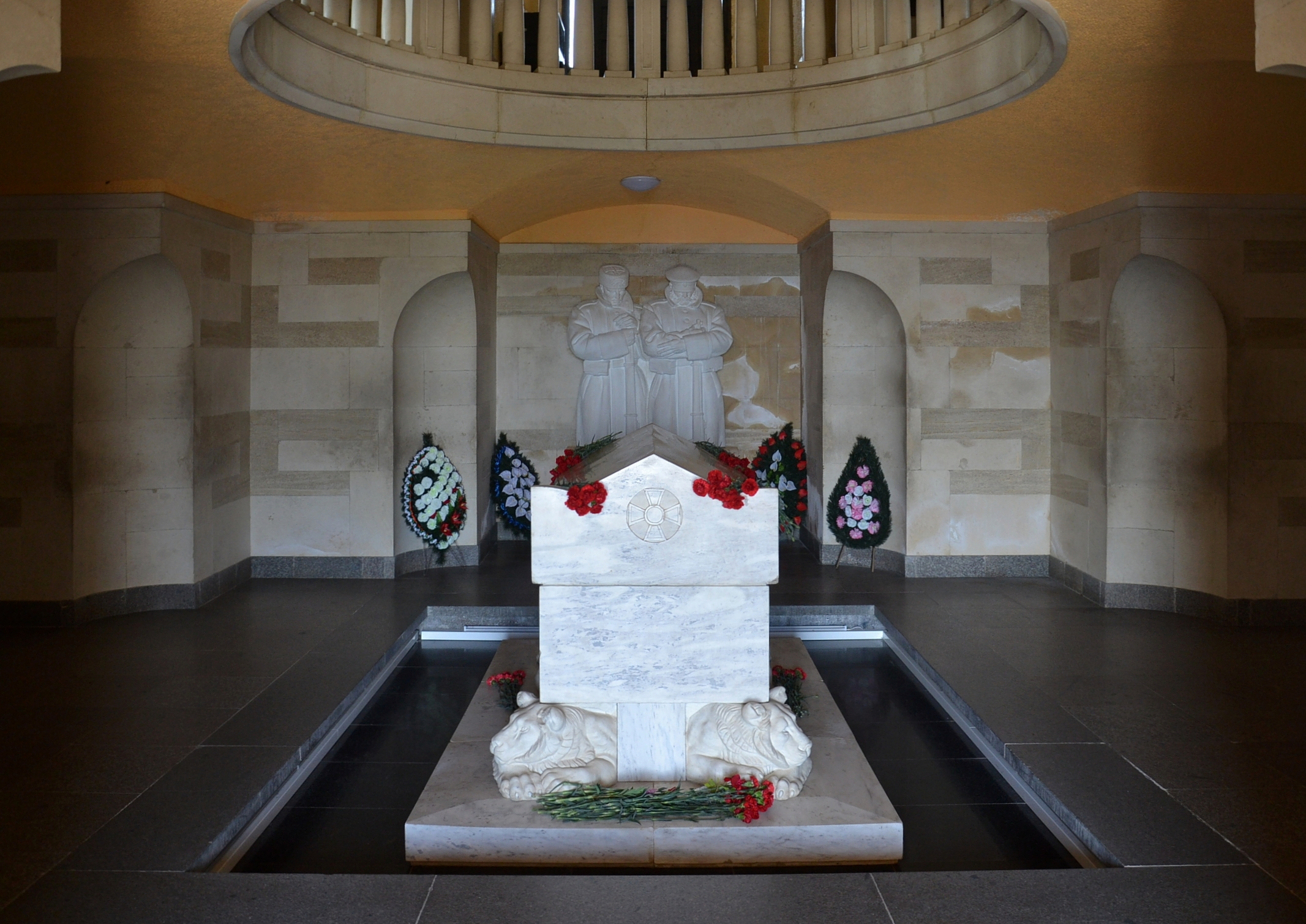
Sarcophagu